# Manuel Mozos

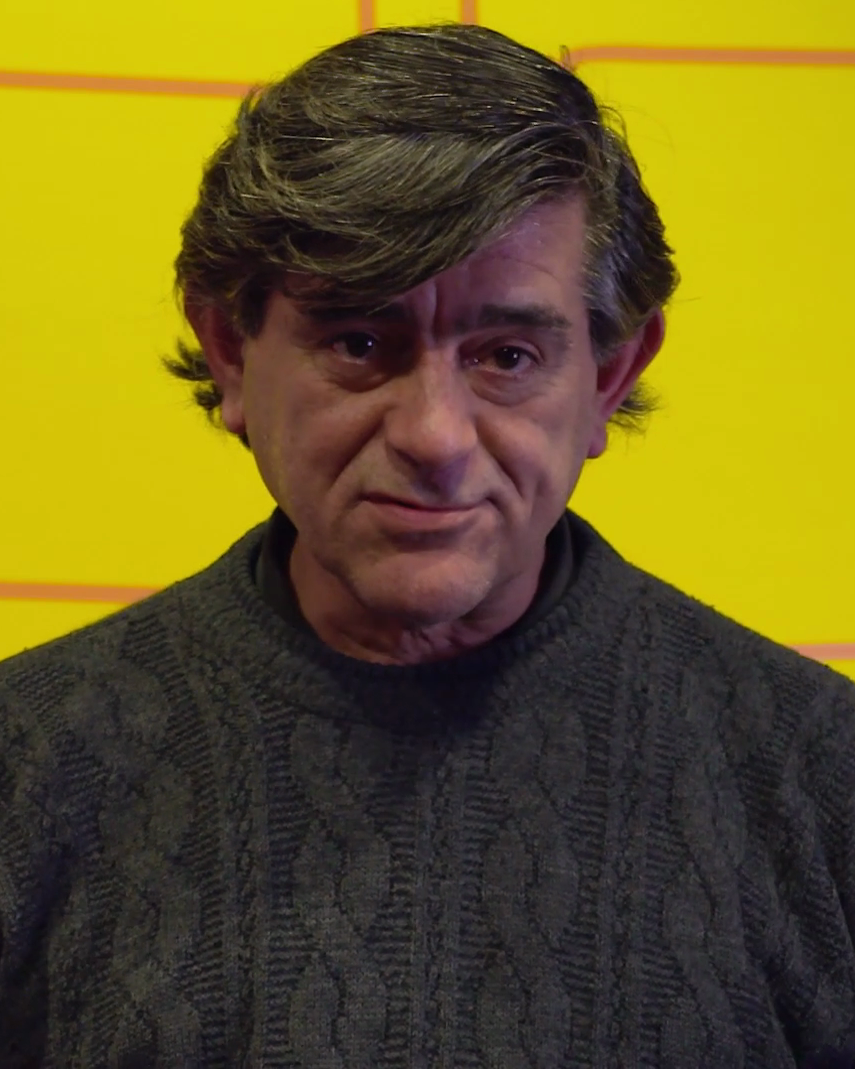
Manuel Mozos, 2018

Manuel Mozos (* 6. Juni 1959 in Lissabon) ist ein portugiesischer Filmregisseur.

## Werdegang
Er studierte Geschichte und Philosophie, bevor er zur Lissabonner Hochschule für Film und Theater in Amadora wechselte und das Filmfach mit Schwerpunkt „Schnitt“ belegte. 1989 drehte er seinen ersten Film, „Um Passo, Outro Passo e Depois…“ („Ein Schritt, noch ein Schritt, und dann…“), mit Henrique Canto e Castro, Sandra Garcia und Pedro Hestnes in den Hauptrollen und mit Filmmusik von Rodrigo Leão. Er gewann beim internationalen Filmfestival von Belfort den Preis als „Bester Film“. An gleicher Stelle gewann er auch mit seinem ersten vollen Spielfilm „Xavier“ 1992 einen Preis.
Es folgten weitere Projekte, neben Spielfilmen auch Videoclips und Dokumentationen, etwa für die Kulturhauptstadt Europas Lissabon 1994 („Lisboa no cinema“, „Lissabon im Kino“), mit Bildern aus 28 portugiesischen Filmen, die Aufnahmen der Stadt zeigen (siehe auch Liste von Filmen mit Bezug zu Lissabon). Seine Dokumentation „Ruínas“ („Ruinen“) von 2009 gewann Preise bei den Filmfestivals „FID Marseille“ und „IndieLisboa“. Im gleichen Jahr kam sein Spielfilm „4 Copas“ in die Kinos.
Sein Spielfilm Ramiro (2017) war für einige Filmpreise in Portugal nominiert und lief auf einer Reihe internationaler Filmfestivals.

## Filmografie
- 1989: Um Passo, Outro Passo e Depois… („Ein Schritt, noch ein Schritt, und dann…“)
- 1992: Lisboa No Cinema („Lissabon im Kino“)
- 1992: Xavier
- 1996: Solitarium
- 1996: 100 Anos de Cinema Português
- 1997: Cinema Português? („Portugiesisches Kino?“)
- 1998: José Cardoso Pires – Diário de Bordo („José Cardoso Pires – Bordtagebuch“)
- 1999: Censura: Alguns Cortes („Zensur: Einige Schnitte“)
- 1999: Quando Troveja („Wenn es donnert“)
- 2000: Crescei e Multiplicai-vos („Seid fruchtbar und vermehret Euch“)
- 2009: 4 Copas („Vier mal Herz“)
- 2009: Ruínas („Ruinen“)
- 2009: Aldina Duarte: Princesa Prometida (Doku.)
- 2010: Tóbis Portuguesa (Doku.)
- 2014: Cinema: Alguns Cortes - Censura II (Doku., Kurzfilm)
- 2014: João Bénard da Costa: Outros Amarão as Coisas que eu Amei (Doku.)
- 2015: Cinema: Alguns Cortes - Censura III (Doku.)
- 2015: Cinzas e Brasas (Kurzfilm)
- 2015: A Glória de Fazer Cinema em Portugal (Kurzfilm)
- 2017: Ramiro
- 2019: Sophia, na Primeira Pessoa (Doku.)
- 2022: Atrás Dessas Paredes (Doku.)